# Csomós Éva
Csomós Éva (1977. április 23. –) magyar újságíró, drámaíró, műsorvezető.

## Életpálya
Első újságcikke 13 éves korában jelent meg nyomtatásban, azóta rendszeresen publikál a nyomtatott- valamint az elektronikus média legkülönfélébb területein, a legváltozatosabb témákban. Pályáját diákújságíróként kezdte a Diák- és Ifjúsági Újságírók Országos Egyesületében (DUE), a szakmai alapokat és a hivatás iránti alázatot az ottani nyári táborokban sajátította el. Hamarosan ő is szakmai hétvégi szemináriumokat szervezett, vezetett tábori csoportokat, 1997-1999 között az egyesület intézőbizottsági tagja volt. Már középiskolásként heti rendszerességgel jelentkező órás állandó magazinműsort vezetett egy városi rádióban, a közösségi élet megalapozójaként diáklapokat indított el. Budapestre 1996-ban költözött, 1997-2003 keresztül a Magyar Rádió  riportereként dolgozott, ahol később önálló portréműsorokat is készített. Az Oktatási Minisztérium háttérintézményeként működő Sulinet Programiroda munkatársa 2002-2006 között volt, különösen a honlap tartalmi fejlesztésével foglalkozott. Emellett számos lapban publikált, színvonalas művészinterjúi, alapos kutatómunkát igénylő történeti cikkei ma is a magazinok kedvelt tartalmát képezik. Fő területe a portrékészítés, de tudósításokat, jegyzeteket, kritikákat, recenziókat is készít, valamint az alkalmazott szövegírásban (reklámszövegek, beszédek, PR- és szakcikkek írása terén) is jártas. 
Gyakorlott és kellemes műsorvezető, népszerű előadó, jelenleg sokan a közönség előtt vezetett beszélgető-estjei kapcsán kedvelik.

## Drámaírás
1990-ben Hevesi Tamás színi tanodájába járt, ahol a színházi világ iránti elkötelezettségét kapta. A vizsgaelőadáson Hevesi Tamás az ő dalát énekelte. Első háromfelvonásos, 36 fős zenés darabját – melynek nem csak írója, hanem koreográfusa és rendezője is volt - a 17. születésnapján mutatták be. Később diákszínköröket szervezett, majd önismereti, személyiségfejlesztő tréningeket is tartott.
Később is több színdarabot írt, az ezredforduló környékén monodrámáival járta az országot, különösen az egyetemi klubok gyakori és kedvelt vendége volt.